# Ӣ
Ӣ, ӣ — кирилична літера, утворена від И. Використовується в таджицькій абетці, де займає 13-ту позицію. Позначає довгий голосний /iː/. 